# Bulbul à queue rousse
Phyllastrephus scandens
Espèce
Synonymes
- Pyrrhurus scandens Swainson, 1837
(préféré par UICN)

Répartition géographique
Statut de conservation UICN

 LC  : Préoccupation mineure
Le Bulbul à queue rousse (Phyllastrephus scandens) est une espèce d’oiseaux d'Afrique tropicale appartenant à la famille des Pycnonotidae. Elle est parfois placée dans le genre Pyrrhurus dont elle est faite l'unique espèce.

## Répartition et sous-espèces
Selon la classification de référence du Congrès ornithologique international (15.1, 2025) il se répartit en deux sous-espèces :
- P. s. scandens Swainson, 1837 — de la Gambie au nord du Cameroun ;
- P. s. orientalis (Hartlaub, 1883) — Afrique centrale.